# Alan Lee (futbolista)
Alan Desmond Lee (Galway, Irlanda, 21 de agosto de 1978) es un futbolista irlandés. Jugó de delantero y su último equipo fue el Ipswich Town F.C. de la Football League One de Inglaterra, donde ahora está formándose como entrenador.

## Selección nacional
Ha sido internacional con la selección de fútbol de Irlanda, ha jugado 10 partidos internacionales.

## Clubes
| Club              | País       | Año       |
| ----------------- | ---------- | --------- |
| Aston Villa       | Inglaterra | 1995-1998 |
| Torquay United    | Inglaterra | 1998-1999 |
| Port Vale FC      | Inglaterra | 1999      |
| Burnley FC        | Inglaterra | 1999-2000 |
| Rotherham United  | Inglaterra | 2000-2003 |
| Cardiff City      | Gales      | 2003-2006 |
| Ipswich Town      | Inglaterra | 2006-2008 |
| Crystal Palace FC | Inglaterra | 2008-2009 |
| Norwich City      | Inglaterra | 2009      |
| Crystal Palace FC | Inglaterra | 2009-2010 |
| Huddersfield Town | Inglaterra | 2010-2013 |
| Ipswich Town F.C. | Inglaterra | 2013-2014 |